# هنری پنجم (فیلم ۱۹۴۴)
هنری پنجم (به انگلیسی: Henry V) فیلمی ۱۳۷ دقیقه‌ای بر اساس نمایشنامه هنری پنجم ویلیام شکسپیر و به کارگردانی لارنس الیویه با بازی لارنس الیویه است.

## خلاصه داستان
در بحبوحه جنگ صد ساله در سال ۱۴۱۵، پادشاه هنری پنجم جوان برای فتح فرانسه عازم می‌شود…

## جوایز
این فیلم کاندیدای ۵ اسکار (کاندیدای اسکار بهترین مستند کوتاه-کاندیدای اسکار بهترین موسیقی-کاندیدای اسکار بهترین طراحی هنری-کاندیدای اسکار بهترین بازیگر نقش اول مرد-کاندیدای اسکار بهترین فیلم) در سال ۱۹۴۵ شد.